# Gigasiphon
Gigasiphon – rodzaj roślin z rodziny bobowatych (Fabaceae). Obejmuje 5 gatunków występujących we wschodniej Afryce równikowej, na Madagaskarze, Filipinach, Nowej Gwinei i na Małych Wyspach Sundajskich. Są to okazałe krzewy i drzewa rosnące w wilgotnych lasach nizinnych, bagiennych i na mokradłach. 

## Systematyka
Pozycja systematyczna
Jeden z rodzajów podplemienia Bauhiniinae, plemienia Cercideae i podrodziny Cercidoideae z rodziny bobowatych Fabaceae. W szerokim ujęciu rodzaju bauhinia Bauhinia takson ten  zaliczany był do niego jako sekcja Gigasiphon (Drake) Harms (1917).
Wykaz gatunków
- Gigasiphon amplum (Span.) de Wit
- Gigasiphon dolichocalyx (Merr.) de Wit
- Gigasiphon humblotianum (Baill.) Drake
- Gigasiphon macrosiphon (Harms) Brenan
- Gigasiphon schlechteri (Harms) de Wit